# Longtan Hu
Longtan Hu (chinesisch 龙潭湖 ‚Badesee des Drachen‘) ist ein länglicher See auf Fisher Island vor der Ingrid-Christensen-Küste des ostantarktischen Prinzessin-Elisabeth-Lands. Er liegt nordöstlich des Furong Hu im Zentrum der Insel.
Chinesische Wissenschaftler benannten ihn 1993 im Zuge von Vermessungs- und Kartierungsarbeiten.